# Friedrich Hundt
Friedrich Hundt (* 6. Mai 1808 in Iserlohn; † 4. Juli 1887 in Münster) war ein deutscher Berufsfotograf, der ab 1840 wichtige Bilddokumente zur Geschichte Münsters und des Münsterlands schuf.

## Leben
Friedrich Hundt lernte das Knopfmacher-Handwerk und wanderte Ende der 1820er-Jahre aus Iserlohn ab. Im Jahr 1833 erwarb er das Heimatrecht in Münster. 1834 heiratete Hundt Elisabeth Christine geb. Rennebrink, die Tochter eines Tagelöhners, die jedoch schon 1837 starb. Seine zweite Frau wurde 1837 die aus Vorhelm stammende Anna Maria geb. Arnemann, die Tochter eines Kaufmanns. Mit ihr hatte er zwei Kinder, von denen nur eine Tochter das Erwachsenenalter erreichte.
Ab 1840 experimentierte Hundt mit dem Daguerreschen Verfahren, in diesem Jahr eröffnete er sein Atelier und stellte seine ersten Bilder aus. Im Jahr 1842 war er erstmals in der Lage, kolorierte Daguerreotypien anzufertigen, wobei seine Preise unter dem Niveau in anderen Städten lagen. Ab dem Jahr 1853 gehörte zu seinem Repertoire auch die Anfertigung von Kalotypien nach dem Verfahren von William Henry Fox Talbot.
1885 verkaufte Hundt sein Atelier an die Gebrüder Hülswitt, die es bis 1908 weiterführten, danach war der Fotograf W. Roth der Inhaber.

## Werk

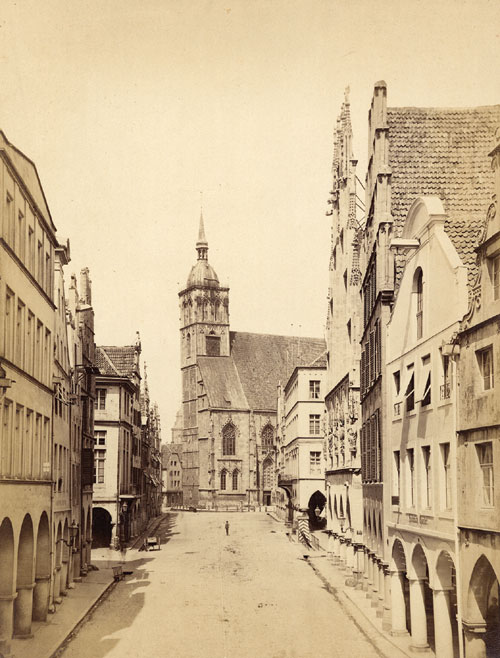
Friedrich Hundt: Prinzipalmarkt Münster (Westfalen) mit Lambertikirche (vor dem Turm-Umbau), 1870er Jahre, Albuminabzug, ca. 25 cm × 33 cm

Für Hundts fachliches Renommee und sein gesellschaftliches Ansehen zeugt der Auftrag für das offizielle Geschenk der Stadt Münster zur Hochzeit des Kronprinzen Friedrich Wilhelm mit der britischen Prinzessin Victoria. In den Jahren 1857/1858 fertigte Hundt dazu ein Album mit vierzehn 20 cm × 30 cm großen Ansichten der Stadt Münster an, für die er 80 Taler in Rechnung stellte. Diese Bilder sind die ältesten erhaltenen Fotografien Hundts.
Seine Haupttätigkeit blieb jedoch die Porträtfotografie. Zu seiner Klientel zählten der münsterländische Adel, Oberpräsidenten, Bischöfe, Kaufleute, Privatiers, einfache Beamte und Bürger. Diese „Visitenkartenbilder“ lassen sich noch zahlreich in Archiven, Bibliotheken, Museen und besonders in privatem Besitz nachweisen.
Von Friedrich Hundt selbst existieren eine Bildniszeichnung des Malers Fritz Tüshaus und eine Fotografie im Rahmen einer Herrengesellschaft.
1991 wurde die Friedrich-Hundt-Gesellschaft als Verein zur Förderung der Fotografie in Münster gegründet. Sie veranstaltet regelmäßig Ausstellungen im Stadtmuseum Münster.
Das Bildarchiv Westfalen bewahrt eine große Anzahl an Hundt-Portraits.